# Trojanka (Oleksandrija)
Trojanka (ukrainisch Троянка) ist ein Dorf in der Landgemeinde Nowa Praha in der Oblast Kirowohrad der Ukraine.
Das Dorf liegt an der Straße von Snamjanka nach Nowa Praha, hinter dem Ort Nowooleksandriwka.

## Geschichte

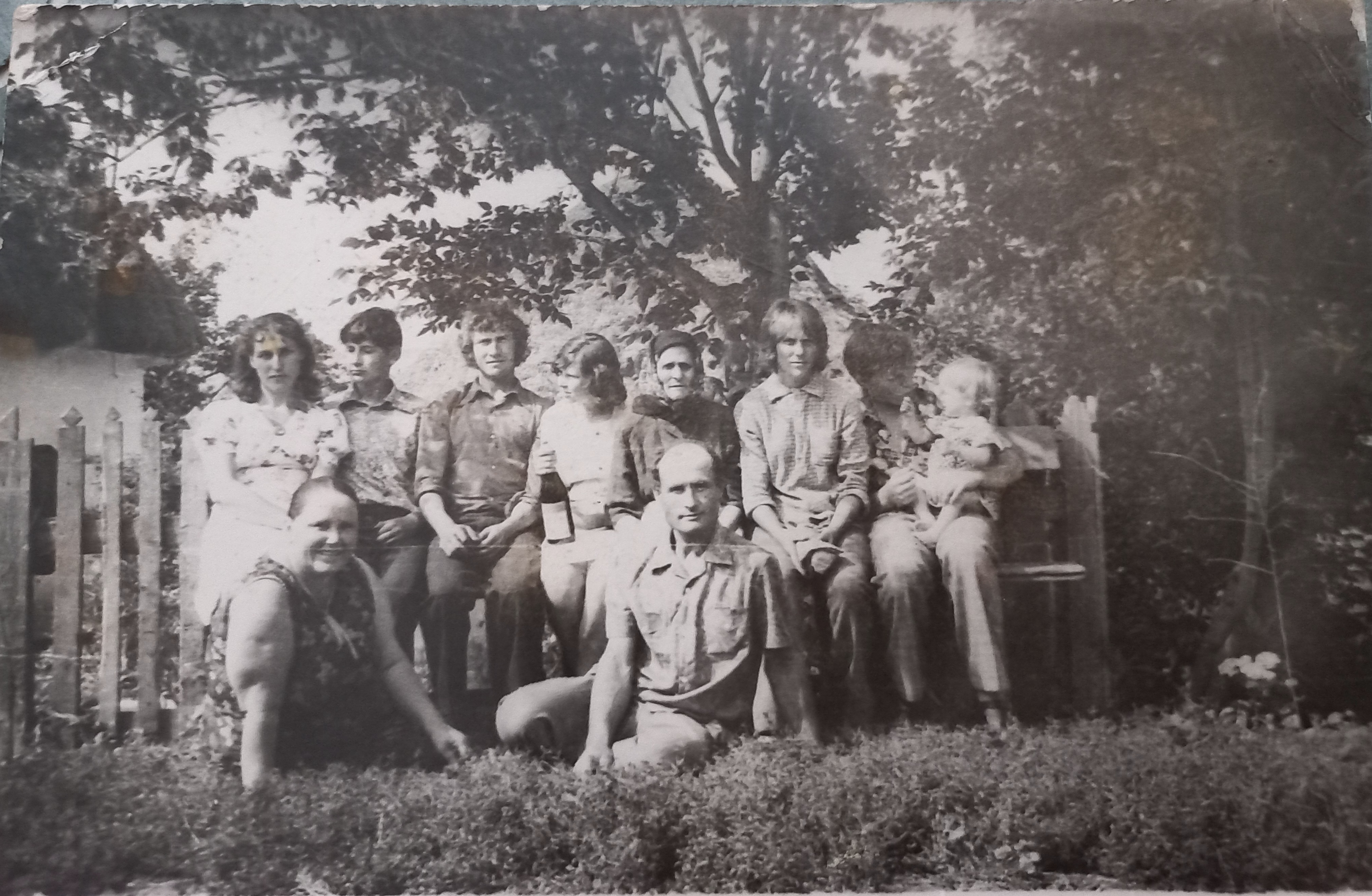
Einheimische, 1960er Jahre

In der Umgebung von Trojanka befinden sich mehrere alte Grabhügel, die auf die Zeit der ostslawischen Stämme zurückgehen.
Einer lokalen Legende zufolge ließen sich nach dem Tod des Hetmans Olifer Holub im Jahr 1628 viele ukrainische Kosaken, die unter seinem Kommando gekämpft hatten, in Trojanka nieder. Im Jahr 1808 wurde schließlich eine feste Siedlung gegründet.
Am 23. Oktober 1973 wurde die Lokalheldin Lukija Stachenko (1879–1973), die während der deutschen Besatzung sowjetischen Partisanen geholfen hatte, in Trojanka beigesetzt. Im Jahr 1942 suchten Zivilisten aus Nowooleksandriwka während der Kämpfe zwischen der Wehrmacht und der Roten Armee Schutz in einer Hütte bei Trojanka.
Nach der Volkszählung von 2001 hatte das Dorf 56 Einwohner. Zwei Jahrzehnte später gaben nur noch fünf Personen Trojanka als Wohnort an.